# VV Lycurgus Groningue
Le VV Lycurgus est un club de volley-ball néerlandais fondé en 1952 et basé à Groningue qui évolue pour la saison 2014-2015 en DELA League.

## Effectifs

### Saison 2014-2015
Entraîneur :  Henny Woldman